# Припливи (фільм, 2021)
Припливи (англ. Tides) – науково-фантастичний фільм Тіма Фельбаума, вперше представлений на Берлінському міжнародному кінофестивалі у червні 2021 року.

## Історія створення
Ідея фільму виникла під час перебування Т. Фельбаума на узбережжі Ватового моря, у нижніх землях Німеччини, де його вразив водний простір. Він зауважив, що «повені у фільми реальні, і вони проходять двічі на день», через що зйомки були складними, оскільки є «питанням хвилин, перш ніж вода досягне колін і раптово підніметься до грудей».

## Сюжет
Події відбуваються у майбутньому, коли після кліматичної катастрофи, частина людства залишила Землю та влаштувалася на планеті Кеплер 209. Але через два покоління мешканці Кеплера втратили репродуктивну здатність. Через це на Землю відправляється місія з метою з'ясування її придатності для життя та, відповідно, можливості повернення. Окремим питанням ставиться вірогідність відновлення репродуктивної здатності поза межами Кеплера. Та зв’язок із першою місією втрачається невдовзі після приземлення.
Через п’ятнадцять років на Землю, відправляється друга експедиція у складі трьох астронавтів. Вони дістаються Землі, але космічний модуль зазнає пошкоджень. Холден, керівник місії, гине; Такер приймає керування, але через  поранення залишається у модулі.  Луїза Блейк самостійно вирушає у першу розвідку місцевості, яка являє собою рівнину, що періодично  затоплюється припливами. Вона встановлює відсутність радіації та наявність біогеохімічного циклу. Також Блейк дізнається про позитивні зміні в своєму організмі, які відбулися за час космічної подорожі, що можуть призвести до відновлення фертильності.
По поверненню вона виявляє, що модуль захоплений групою людей та, при спробі відстеження їх шляху, сама потрапляє у полон. Їй стає відомим, що частина людства вижила, має репродуктивну здатність, але змушена жити у боротьбі із припливами та змагаючись за обмежені ресурси.
Разом із Такером Блейк опиняється у поселенні місцевих мешканців. Такер, усвідомлюючи велику втрату крові та відсутність перспектив належної медичної допомоги, вдається до суїциду.
Блейк, намагаючись встановити контакт із місцевими мешканцями, знайомиться з дівчинкою Майлою та її матір’ю на ім’я Нарвік, яка є одним з їх лідерів. Вона прохає Майлу знайти червоний кейс, який повинен бути у модулі. В кейсі знаходиться біометр – прилад, за допомогою якого Блейк планує зв’язатися із Землею.
Незабаром місцеві зазнають нападу ворожої групи, яка захоплює в полон багатьох людей, переважно дівчаток, у тому числі й Майлу, та забирає їх на невелике вантажне судно. 
Нарвік та Блейк переслідують нападників, і Блейк вдається потрапити до їх головної бази. Там вона дізнається, що ними керує Гібсон, товариш її батька по першій місії. Гібсон розповідає Блейк, що її батька вбили місцеві, які, після недовгої співпраці із членами першої експедиції, підняли повстання.
Проте незабаром Блейк з’ясовує, що її батько живий та саме він очолив повстання, оскільки вважав Землю чужою планетою, повернення людей з Кеплера на Землю недоречним, а методи Гібсона неприйнятними. Вона також незадоволена насильницькими методами Гібсона, який захоплював дівчаток та насильно утримував їх, аби при поверненні людей з Кеплера мати можливість відродити людство.
Блейк намагається перешкодити Гібсону, який гине в сутичці із нею, однак, встигає відправити на Кеплер сигнал із інформацією про придатність земних умов до життя. 
Разом із Нарвік вона звільняє полонених та всі вони повертаються до поселення.

## Відзнаки на нагороди
Фільм був представлений на 4-х фестивалях та отримав нагороди:
- Німецька кінопремія у категоріях: «Найкращий макіяж», «Найкращі візуальні ефекти», «Найкращий звуковий дизайн», «Найкраща музика до фільму», «Найкращий постановочний дизайн»; 2021[4];
- Премія Міжнародного фестивалю фантастичного кіно у Невшателі у категорії «Найкращий постановочний дизайн» та приз глядацьких симпатій, 2021[5].